# Frédéric Gros
Frédéric Gros és professor de Filosofia a la Universitat París-XII i de Pensament polític a l'Institut d'Estudis Polítics (Sciences-Po) de París. Va ser l'editor de les darreres lliçons de Foucault al Collège de France. Ha treballat àmpliament la història de la psiquiatria (Création et folie, PUF, 1998), la filosofia de la pena (Et ce sera justice, Odile Jacob, 2001), el pensament occidental sobre la guerra (États de violence. Essai sur la fin de la guerre, Gallimard, 2006) i la història de la noció de seguretat (Le principe sécurité, Gallimard, 2012).

## Obres publicades
- Presses universitaires de France. Michel Foucault (en francès), 1996, p. 126. ISBN 978-2-13-047686-3.
- Presses universitaires de France. Foucault et la folie (en francès), 1997, p. 126. ISBN 978-2-13-049075-3.
- Odile Jacob. Et ce sera justice. Punir en démocratie (en francès), 2001, p. 330. ISBN 978-2-7381-1022-0.
- (dir.), Foucault. Le courage de la vérité, Presses universitaires de France, coll. « Débats philosophiques », Paris, 2002, 168 p. ISBN 2130523315
- Gallimard. États de violence : essai sur la fin de la guerre (en francès), 2006, p. 304. ISBN 978-2-07-077451-7.
- Carnets Nord. Marcher, une philosophie (en francès), 2008, p. 304. ISBN 978-2-35536-008-4.
- Gallimard. Le Principe sécurité (en francès), 2012, p. 304. ISBN 978-2-07-013350-5.
- Albin Michel. Possédées (en francès), 2016, p. 280. ISBN 978-2-226-32880-9.
- Albin Michel. Désobéir, 2017, p. 144. ISBN 978-2226395283.

### Traduccions al català
- Desobeir. Trad. Joan Ferrarons. Barcelona: Angle Editorial, 2018 ISBN 9788417214463
- Caminar, una filosofia. Trad. Francesc Romà i Casanovas. Barcelona: Cossetània, 2018 ISBN 9788413560687